# Močiar
 Močiar  (in tedesco: Motschern; in ungherese: Mocsiár) è un comune della Slovacchia facente parte del distretto di Banská Štiavnica, nella regione di Banská Bystrica.

## Storia
Il villaggio compare nelle antiche fonti medievali per la prima volta nel 1305 quando vengono citati Johann e Peter “de Pallude” figli del conte Heinrich, quali feudatari della zona (Močiar in slovacco, peraltro, significa palude). Nel 1388 passò alla rocca di Šašov, e nel XVII secolo alla Camera Mineraria di Banská Bystrica.
Il villaggio conserva una chiesa in stile barocco del 1782. 
A Močiar nacque lo scienziato naturalista Jozef Luňáček (1884 – 1911)